# Днепростроевские мечи
Днепростроевские мечи — находка в ноябре 1928 года пяти мечей X века в котловане строительства ДнепроГЭС. Мечи были переданы археологами в Днепропетровский исторический музей, один из них остался в фондах музея, а следы остальных четырёх затерялись во время Второй мировой войны.
Мечи были обнаружены около 1,3 км к северо-востоку от Хортицы в котловане левого протока строительства плотины Днепровской ГЭС между о. Чёрным и левым берегом Днепра (ближе к самому берегу), принадлежащем к землям села Вознесенка. В 1928—1930 гг. Днепростроевской экспедицией производился археологический надзор за земельными работами в котлованах плотины. Согласно отчёту и дневникам В. А. Гринченко, сломанный меч без рукояти обнаружен на глубине 3 м глубже дна или 7—8 м ниже поверхности воды, тогда как 4 остальных меча залегали минимум на 1 м ниже, что свидетельствует, по крайней мере, о двух разделённых во времени событиях.
Рассмотрев клейма на клинках мечей и центры их производства, В. Равдоникас выдвинул такие гипотезы о происхождении мечей: нападение печенегов на русов в районе Крарийской (Кичкасской) переправы и возможную связь с гибелью князя Святослава; гибель купеческого судна. Версию о связи с гибелью Святослава акцентировал М. Г. Худяков. Б. А. Рыбаков сначала также писал о Крарийской переправе, однако впоследствии акцент локализации находки сместился на «пороги», что уже лучше согласовывалось с обстоятельствами гибели Святослава по летописи. Именно в таком виде — как «мечи из днепровских порогов» или «с места гибели дружины Святослава» — иллюстрация обычно и повторялась позже в различных исторических и научно-популярных изданиях.
Среди археологов версия связи днепростроевских мечей со Святославом не получила распространения и повторялась преимущественно со ссылкой на мнение Б. А. Рыбакова. Г. Ф. Корзухина и А. Н. Кирпичников склонялись к версии о гибели купеческого судна с партией мечей для продажи, а Ф. А. Андрощук и В. Дучко аргументировали принадлежность мечей к древнегерманской традиции жертвования оружия в воду.
Тем не менее находка 1928 г. вдохновила писателя С. Д. Скляренко описать сцену последнего боя Святослава в романе «Святослав» (1959) как происходящую на северной оконечности острова Хортица возле Чёрной скалы. Благодаря популярности романа на Чёрной скале позже был установлен охранный знак УССР с надписью: «Вероятное место гибели киевского князя Святослава Игоревича в 972 г.»
В 2011 г. к северу от Чёрной скалы со дна Днепра был зацеплен и поднят ещё один меч X в., что вызвало новый импульс для обсуждения проблемы локализации места гибели Святослава возле о. Хортица. Так, Комар (2014) в контексте этой находки поддерживает версию традиции жертвования оружия в воду.
Археологический контекст мечей ограничивается несколькими амфорными обломками с широкой датой, тогда как основная масса датированного керамического материала из котлована левого протока, полученного наблюдениями 1928—1929 гг., относится к XII—XIV вв., т. е. ко времени функционирования рядом, на правом и левом берегу Днепра, двух синхронных древнерусских поселений. Даже в отдалённой близости с мечами не было обнаружено ни остатков такелажа судна, ни других предметов вооружения, ни украшений, ни бытовых предметов X в., хотя из того же котлована происходят медный котелок, полый паяный серебряный браслет и ромбовидный наконечник стрелы XII—XIV вв.